# Spandarjan (Sjunik)
Spandarjan – wieś w Armenii, w prowincji Sjunik. W 2011 roku liczyła 371 mieszkańców.